# Circolo Tennis Pescara
Il Circolo Tennis Pescara è un impianto sportivo di Pescara, che comprende 8 campi da tennis, in terra rossa di cui 3 coperti, altri 2 in cemento e 1 in erba sintetica.

## Storia
La storia del Circolo Tennis di Pescara risale all'inizio degli anni Sessanta quando chiesero l'assegnazione gratuita dei terreni tra via Elettra, viale Marconi e via Pepe che a quel tempo erano un acquitrino. Nove i padri fondatori del circolo: Uberto Crescenti, Giovanni Guazzone, Gaetano Novello, Arturo Ciampoli, Bruno Faieta, Nino Cutò, Diego De Sisto, Marcello Ciferni e Sergio Simoncini.
L'attuale consiglio direttivo, composto da undici persone, è presieduto da Franco Leone; Paola De Angelis vice presidente; Paola Di Carmine è il direttore; Fabrizio De Vanna è il direttore sportivo e Michela Valentini è il tesoriere.
A livello di risultati sportivi gli anni d'oro per il Circolo Tennis furono quelli tra gli anni Settanta e l'inizio degli Ottanta in concomitanza con la carriera di Adriano Panatta, quando le sorelle Francesca e Marina Crescenti disputavano i tornei della categoria A, Maria Rita Paoni era tra le prime venti in Italia e la squadra maschile giocava in serie B.
Tre gli eventi storici vissuti sui campi in terra rossa del Circolo Tennis: l'incontro di Coppa Davis contro il Portogallo del 1965 con la squadra azzurra composta da Nicola Pietrangeli, Giordano Maioli e Orlando Sirola e la vittoria al campionato italiano di Corrado Barazzutti del 1976, anno in cui Panatta trionfò sia al Foro Italico che al Roland Garros. Sui campi pescaresi passò anche Paolo Bertolucci che partecipò nel 1969 al campionato italiano juniores a squadre. Dal 1981 al 1990 venne anche organizzato il torneo di Pescara sia circuito Atp che Challenger: tra i campioni che hanno calcato la terra rossa del Circolo Tennis anche il francese Cédric Pioline, finalista a Wimbledon e all'Us Open. Indimenticabile per il successo di pubblico e il livello tecnico delle partite rimangono i Giochi del Mediterraneo del 2009.

## Manifestazioni Ospitate
- Coppa de Galea
- Campionato europeo per dilettanti
- Campionati Italiani Assoluti del Tennis
- 12 edizioni del "Torneo Internazionale ATP"
- Campionati Italiani Assoluti under 14
- Torneo Internazionale "Città di Pescara"
- "TTF Futurea men's Tour
- 20 edizioni del Torneo Internazionale under 14 "Tennis Europe"
- Giochi del Mediterraneo 2009 per la disciplina del tennis[2].

### Coppa Davis
Il Circolo Tennis Pescara ha ospitato la sfida di Coppa Davis 1965 tra Italia e Portogallo, valida per il 1º turno zona europea e disputata tra il 30 aprile e il 2 maggio 1965, vinta con il punteggio di 5-0 dagli Azzurri, su un campo in terra rossa battuta.